# 송재성
송재성(宋在聖, 1947년 12월 5일~)은 대한민국의 공무원이다. 제29대 보건복지부 차관(2004. 7. 20.~2006. 2. 16.)을 지냈다. 제6대 건강보험심사평가원 원장(2008. 10. 10.~2010. 2. 3)을 지냈으며, 이후 제6대 영동대학교 총장(2010. 2. 19.~2013. 9.)을 지냈다. 충북 옥천 출생이다.

## 학력
- 청산초등학교 졸업
- 청산중학교 졸업
- 청주고등학교 졸업
- 성균관대학교 법률학 학사
- 대구한의대학교 보건학 명예박사

## 경력
- 제16회 행정고시 합격
- 보건복지부 사회복지심의관
- 보건복지부 한방정책관
- 보건복지부 국제협력관
- 보건복지부 보건정책국장
- 보건복지부 연금보험국장
- 보건복지부 기초생활보장심의관
- 보건복지부 사회복지정책실장
- 2004. 7. 20.~2006. 2. 16. 제29대 보건복지부 차관[1]
- 2008. 10. 10.~2010. 2. 3. 제6대 건강보험심사평가원 원장[2]
- 2010. 2. 19.~2013. 9. 제6대 영동대학교 총장[3]
- 2022년 8월~: 충청북도 특별명예고문
- 2024년 10월~2024년 10월: 조전혁 체인지캠프 선대위 고문단

## 수상
- 고운문화상 봉사부문
- 황조근정훈장